# Tumi

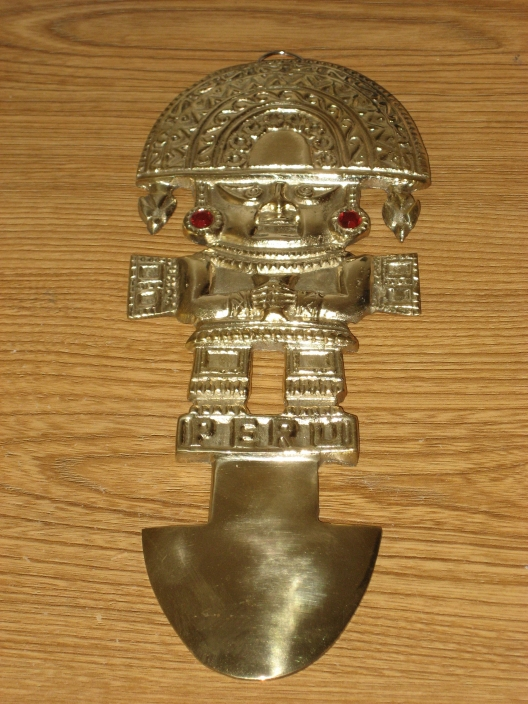
Tumi

Tumi – rytualny nóż używany przez inkaskich kapłanów m.in. do podrzynania gardła ofierze podczas ceremonii oraz trepanacji czaszki. Tumi wykonywane było w postaci monolitycznej z miedzi, brązu, złota, srebra bądź drewna. Ostrze ma charakterystyczny, półokrągły kształt.